# Championnats du monde de taekwondo 2001
Les Championnats du monde de taekwondo 2001 se sont déroulés du 1er au 7 novembre 2001 à Jeju (Corée du Sud).

16 épreuves de taekwondo figuraient au programme, huit masculines et huit féminines, et classifiées par catégories de poids.

## Hommes
| Catégorie | Or                  | Argent                  | Bronze                               |
| --------- | ------------------- | ----------------------- | ------------------------------------ |
| - 54 kg   | Choi Yeon-Ho        | Chu Mu-Yen              | Juan Antonio Ramos Roberto Cruz      |
| - 59 kg   | Behzad Khodadad     | Eduord Hegai            | Kim Dae-Ryung Seïfoulla Magomedov    |
| - 62 kg   | Kang Nam-Won        | Peter López             | Miguel Toledo Higuchi Kiyoteru       |
| - 67 kg   | Niyamaddin Pashayev | Carlo Molfetta          | Luis Benítez Abdullah Sertçelik      |
| - 72 kg   | Steven López        | Jesper Roesen           | Athanasios Balilis José Luis Ramírez |
| - 78 kg   | Mamédy Doucara      | Mahmoud Napoleon Akoush | Marcin Chorzelews Bekir Aydın        |
| - 84 kg   | Bahri Tanrıkulu     | Mickaël Borot           | Kim Kyong-hun Jon García             |
| + 84 kg   | Ferry Greevink      | Hadi Afshar             | Mici Kuzmanović Rubén Montesinos     |

## Femmes
| Catégorie | Or                | Argent          | Bronze                                   |
| --------- | ----------------- | --------------- | ---------------------------------------- |
| - 47 kg   | Kadriye Selimoğlu | Kim Soo-Yang    | Kong Fantao Dalia Contreras              |
| - 51 kg   | Lee Hye-Young     | Brigitte Yagüe  | Huang Chia-Chun Magda Seirekeidou        |
| - 55 kg   | Jung Jae-eun      | Gemma Magria    | Paola Felix Pamela Agostinelli           |
| - 59 kg   | Jang Ji-won       | Iridia Salazar  | Sonia Reyes Zeynep Murat                 |
| - 63 kg   | Kim Yeon-ji       | Belén Fernández | Mouna Benabderrassoul Natália Falavigna  |
| - 67 kg   | Kim Hye-Mi        | Chang Wan-Chen  | Nina Solheim Luisa Arnanz                |
| - 72 kg   | Sarah Stevenson   | Chen Zhong      | Alesia Charniavskaya Elisavet Mystakidou |
| + 72 kg   | Shin Kyung-Hyeon  | Wang I-Hsien    | Maria Koniakhina Marya Zhvravskaya       |

## Tableau des médailles
| Rg. | Pays                   | Médaille d'or, Coupe du Monde | Médaille d'argent, Coupe du Monde | Médaille de bronze, Coupe du Monde |    |
| --- | ---------------------- | ----------------------------- | --------------------------------- | ---------------------------------- | -- |
| 1   | Corée du Sud           | 8                             | 1                                 | 2                                  | 11 |
| 2   | Turquie                | 2                             | 0                                 | 3                                  | 5  |
| 3   | États-Unis             | 1                             | 1                                 | 0                                  | 2  |
| -   | France                 | 1                             | 1                                 | 0                                  | 2  |
| -   | Iran                   | 1                             | 1                                 | 0                                  | 2  |
| 6   | Azerbaïdjan            | 1                             | 0                                 | 0                                  | 1  |
| -   | Royaume-Uni            | 1                             | 0                                 | 0                                  | 1  |
| -   | Pays-Bas               | 1                             | 0                                 | 0                                  | 1  |
| 9   | Espagne                | 0                             | 3                                 | 6                                  | 9  |
| 10  | Chinese Taipei         | 0                             | 3                                 | 1                                  | 4  |
| 11  | Mexique                | 0                             | 1                                 | 2                                  | 3  |
| 12  | Chine                  | 0                             | 1                                 | 1                                  | 2  |
| -   | Italie                 | 0                             | 1                                 | 1                                  | 2  |
| 14  | Danemark               | 0                             | 1                                 | 0                                  | 1  |
| -   | Égypte                 | 0                             | 1                                 | 0                                  | 1  |
| -   | Ouzbékistan            | 0                             | 1                                 | 0                                  | 1  |
| 17  | Biélorussie            | 0                             | 0                                 | 2                                  | 2  |
| -   | Grèce                  | 0                             | 0                                 | 2                                  | 2  |
| -   | Russie                 | 0                             | 0                                 | 2                                  | 2  |
| 20  | Brésil                 | 0                             | 0                                 | 1                                  | 1  |
| -   | Maroc                  | 0                             | 0                                 | 1                                  | 1  |
| -   | Croatie                | 0                             | 0                                 | 1                                  | 1  |
| -   | Japon                  | 0                             | 0                                 | 1                                  | 1  |
| -   | Maroc                  | 0                             | 0                                 | 1                                  | 1  |
| -   | Norvège                | 0                             | 0                                 | 1                                  | 1  |
| -   | Philippines            | 0                             | 0                                 | 1                                  | 1  |
| -   | Pologne                | 0                             | 0                                 | 1                                  | 1  |
| -   | République dominicaine | 0                             | 0                                 | 1                                  | 1  |
| -   | Venezuela              | 0                             | 0                                 | 1                                  | 1  |